# Rogów Sobócki (przystanek kolejowy)
Rogów Sobócki – przystanek osobowy, a dawniej stacja kolejowa w Rogowie Sobóckim, w Polsce, w województwie dolnośląskim, w powiecie wrocławskim, w gminie Sobótka. Przystanek został otwarty w dniu 10 lipca 1885 roku razem z linią kolejową z Pustkowa Żurawskiego do Sobótki Zachodniej. Po 22 latach przerwy przystanek rozpoczął ponownie obsługiwać ruch pasażerski 12 czerwca 2022.

## Ruch pasażerski
| Rok   | Wymiana pasażerska na dobę |
| ----- | -------------------------- |
| 2022. | 20-49                      |
| 2023  | 50-99                      |